# Giro de Italia 1960
La 43.ª edición del Giro de Italia se disputó entre el 19 de mayo y el 9 de junio de 1960, con un recorrido de 21 etapas, dos de ellas dobles, y 3481 km, que el vencedor completó a una velocidad media de 37,006 km/h. La carrera comenzó en Roma y terminó en Milán.
Tomaron la salida 140 participantes, de los cuales 97 terminaron la carrera.
Tres eran los principales favoritos de esta edición del Giro de Italia: el luxemburgués Charly Gaul, que defendía la victoria lograda el año anterior, el francés Jacques Anquetil, 2.º en 1959, y el italiano Gastone Nencini, vencedor en 1957, que constituía la principal esperanza del ciclismo italiano, que recientemente había sufrido el golpe de la muerte prematura de Il campionissimo. La primera etapa de montaña importante fue la 12.ª, con final en Cervinia. Gaul atacó desde la base de la ascensión, pero no logró marcar ninguna diferencia con el resto de favoritos. El luxemburgués declaró que el puerto no era lo suficientemente duro para él, y que lo haría mejor en los Dolomitas. Anquetil, por su parte, hizo los deberes en la 14.ª etapa, la contrarreloj de 68 km, en la que consiguió poner a Gaul a casi siete minutos de distancia, y a Nencini a más de cuatro. Una vez más, Charly Gaul parecía condenado a perder el Giro, si bien sus épicas demostraciones en la alta montaña en ediciones anteriores habían conseguido cambiar el destino de un día para otro. El duelo en la 20.ª etapa, la etapa reina con cuatro cimas montañosas y el terrible Paso Gavia entre ellas, estaba servido.
Gaul no defraudó, y una vez más, intentó dinamitar la carrera a su estilo. Se escapó en la ascensión al Gavia, en el descenso adelantó a Massignan, que iba escapado, y se adjudicó el triunfo de etapa. Sin embargo, esta vez las diferencias de tiempo no iban a ser suficientes, y la verdadera lucha estaba entre Nencini y Anquetil. El normando intentó descolgar al italiano en varias ocasiones, pero no lo logró. Nencini no solo contaba con sus piernas en esta ascensión, sino también con la ayuda de decenas de tifosi que le llevaban prácticamente en volandas, sin necesidad apenas de pedalear. Esto, unido a dos pinchazos que sufrió el campeón francés, le dio a Nencini una ventaja de quince segundos en la cima de Gavia, que en el infernal descenso hasta la meta de Bormio, logró convertir en dos minutos y medio, insuficiente aun así, para arrebatarle la maglia rosa a Anquetil, que se convertiría al día siguiente, en el velódromo Vigorelli de Milán, en el primer ciclista francés en ganar el Giro de Italia.
De nuevo la participación española fue bastante reducida en el Giro, con solo cuatro representantes. Aun así, se lograron cuatro triunfos parciales, tres por parte de Miguel Poblet y uno por parte de Salvador Botella. En la general, Poblet fue el mejor clasificado, pudiendo en esta ocasión solo ser 25º.
Con el paso del tiempo y hasta la fecha, ha sido la única ocasión en toda la historia del Giro en que hubo tres ganadores del Tour de Francia en el podio: Jacques Anquetil, Gastone Nencini y Charly Gaul, aunque en ese momento Nencini aun no lo había ganado. Anquetil ganó el Tour en cinco ocasiones entre 1957 y 1964, Nencini lo ganó ese mismo año 1960, un mes después de la ronda italiana, y Gaul lo ganó en 1958.

## Equipos participantes
| Equipo                    | Jefe de filas    |
| Emi                       | Charly Gaul      |
| Atala                     | Vito Favero      |
| Bianchi                   | Diego Ronchini   |
| Carpano                   | Gastone Nencini  |
| Faema                     | Rik Van Looy     |
| Fynsec-Helyett-Hutchinson | Jacques Anquetil |
| Gazzola                   | Hans Junkermann  |

| Equipo         | Jefe de filas    |
| Ghigi          | Jos Hoevenaers   |
| Ignis          | Pierino Baffi    |
| Legnano        | Nino Assirelli   |
| Molteni        | Wout Wagtmans    |
| Philco         | Jean Adriansens  |
| San Pellegrino | Romeo Venturelli |
| Torpado        | Adriano Zamboni  |

## Etapas
| Etapa       | Fecha     | Recorrido                                   | type                    | Distancia (km) | Ganador                        | Líder            |
| ----------- | --------- | ------------------------------------------- | ----------------------- | -------------- | ------------------------------ | ---------------- |
| 1.ª etapa   | 19 de may | Roma – Nápoles                              | etapa llana             | 212            | Dino Bruni                     | Dino Bruni       |
| 2.ª etapa   | 20 de may | Sorrento – Sorrento                         | contrarreloj individual | 25             | Romeo Venturelli               | Romeo Venturelli |
| 3.ª etapa   | 21 de may | Sorrento – Campobasso                       | etapa llana             | 186            | Miguel Poblet                  | Jacques Anquetil |
| 4.ª etapa   | 22 de may | Campobasso – Pescara                        | etapa llana             | 192            | Salvador Botella               | Jacques Anquetil |
| 5.ª etapa   | 23 de may | Pescara – Rieti                             | etapa de montaña        | 218            | Gastone Nencini                | Jacques Anquetil |
| 6.ª etapa   | 24 de may | Terni – Rímini                              | etapa de montaña        | 230            | Pierino Baffi                  | Jos Hoevenaers   |
| 7.ª etapa a | 25 de may | Bellaria-Igea Marina – Bellaria-Igea Marina | contrarreloj individual | 5              | Miguel Poblet                  | Jos Hoevenaers   |
| 7.ª etapa b | 25 de may | Bellaria-Igea Marina – Forlì                | etapa de montaña        | 81             | Rik Van Looy                   | Jos Hoevenaers   |
| 8.ª etapa   | 26 de may | Forlì – Livorno                             | etapa de montaña        | 206            | Rik Van Looy                   | Jos Hoevenaers   |
| 9.ª etapa a | 27 de may | Livorno – Carrara                           | etapa llana             | 93             | Emile Daems                    | Jos Hoevenaers   |
| 9.ª etapa b | 27 de may | Carrara – mármol de Carrara                 | contrarreloj individual | 2,2            | Jacques Anquetil Miguel Poblet | Jos Hoevenaers   |
| 10.ª etapa  | 28 de may | Carrara – Sestri Levante                    | etapa de montaña        | 180            | Gastone Nencini                | Jos Hoevenaers   |
| 11.ª etapa  | 29 de may | Sestri Levante – Asti                       | etapa de montaña        | 180            | Rik Van Looy                   | Jos Hoevenaers   |
| 12.ª etapa  | 30 de may | Asti – Breuil-Cervinia                      | etapa de montaña        | 176            | Addo Kazianka                  | Jos Hoevenaers   |
| 13.ª etapa  | 31 de may | Saint-Vincent – Milán                       | etapa de montaña        | 225            | Jean Stablinski                | Jos Hoevenaers   |
| 14.ª etapa  | 2 de jun  | Seregno – Lecco                             | contrarreloj individual | 68             | Jacques Anquetil               | Jacques Anquetil |
| 15.ª etapa  | 3 de jun  | Lecco – Verona                              | etapa llana             | 150            | André Darrigade                | Jacques Anquetil |
| 16.ª etapa  | 4 de jun  | Verona – Treviso                            | etapa llana             | 110            | Roberto Falaschi               | Jacques Anquetil |
| 17.ª etapa  | 5 de jun  | Treviso – Trieste                           | etapa llana             | 147            | Dino Bruni                     | Jacques Anquetil |
| 18.ª etapa  | 6 de jun  | Trieste – Belluno                           | etapa de montaña        | 240            | Seamus Elliott                 | Jacques Anquetil |
| 19.ª etapa  | 7 de jun  | Belluno – Trento                            | etapa llana             | 110            | Emile Daems                    | Jacques Anquetil |
| 20.ª etapa  | 8 de jun  | Trento – Bormio                             | etapa de montaña        | 229            | Charly Gaul                    | Jacques Anquetil |
| 21.ª etapa  | 9 de jun  | Bormio – Milán                              | etapa llana             | 225            | Arrigo Padovan                 | Jacques Anquetil |

## Clasificaciones
| \| 1. \| Jacques Anquetil \| Francia \| 94h 03' 54" \| \| 2. \| Gastone Nencini \| Italia \| + 28" \| \| 3. \| Charly Gaul \| Luxemburgo \| + 3' 51" \| \| 4. \| Imerio Massignan \| Italia \| + 4' 06" \| \| 5. \| Jos Hoevenaers \| Bélgica \| + 5' 53" \| \| 6. \| Guido Carlesi \| Italia \| + 6' 28" \| \| 7. \| Arnaldo Pambianco \| Italia \| + 8' 32" \| \| 8. \| Diego Ronchini \| Italia \| + 9' 28" \| \| 9. \| Edouard Delberghe \| Bélgica \| + 12' 29" \| \| 10. \| Agostino Coletto \| Italia \| + 13' 10" \| |                   |            |             |
| 1. | Jacques Anquetil  | Francia    | 94h 03' 54" |
| 2. | Gastone Nencini   | Italia     | + 28"       |
| 3. | Charly Gaul       | Luxemburgo | + 3' 51"    |
| 4. | Imerio Massignan  | Italia     | + 4' 06"    |
| 5. | Jos Hoevenaers    | Bélgica    | + 5' 53"    |
| 6. | Guido Carlesi     | Italia     | + 6' 28"    |
| 7. | Arnaldo Pambianco | Italia     | + 8' 32"    |
| 8. | Diego Ronchini    | Italia     | + 9' 28"    |
| 9. | Edouard Delberghe | Bélgica    | + 12' 29"   |
| 10. | Agostino Coletto  | Italia     | + 13' 10"   |

| \| 1. \| Rik Van Looy \| Bélgica \| - \| \| 2. \| Imerio Massignan \| Italia \| - \| \| 3. \| Gastone Nencini \| Italia \| - \| |                  |         |   |
| 1. | Rik Van Looy     | Bélgica | - |
| 2. | Imerio Massignan | Italia  | - |
| 3. | Gastone Nencini  | Italia  | - |

| \| 1. \| Ignis \| Italia \| - \| - \| |       |        |   |   |
| 1.                                    | Ignis | Italia | - | - |